# Taumelscheibenverdichter

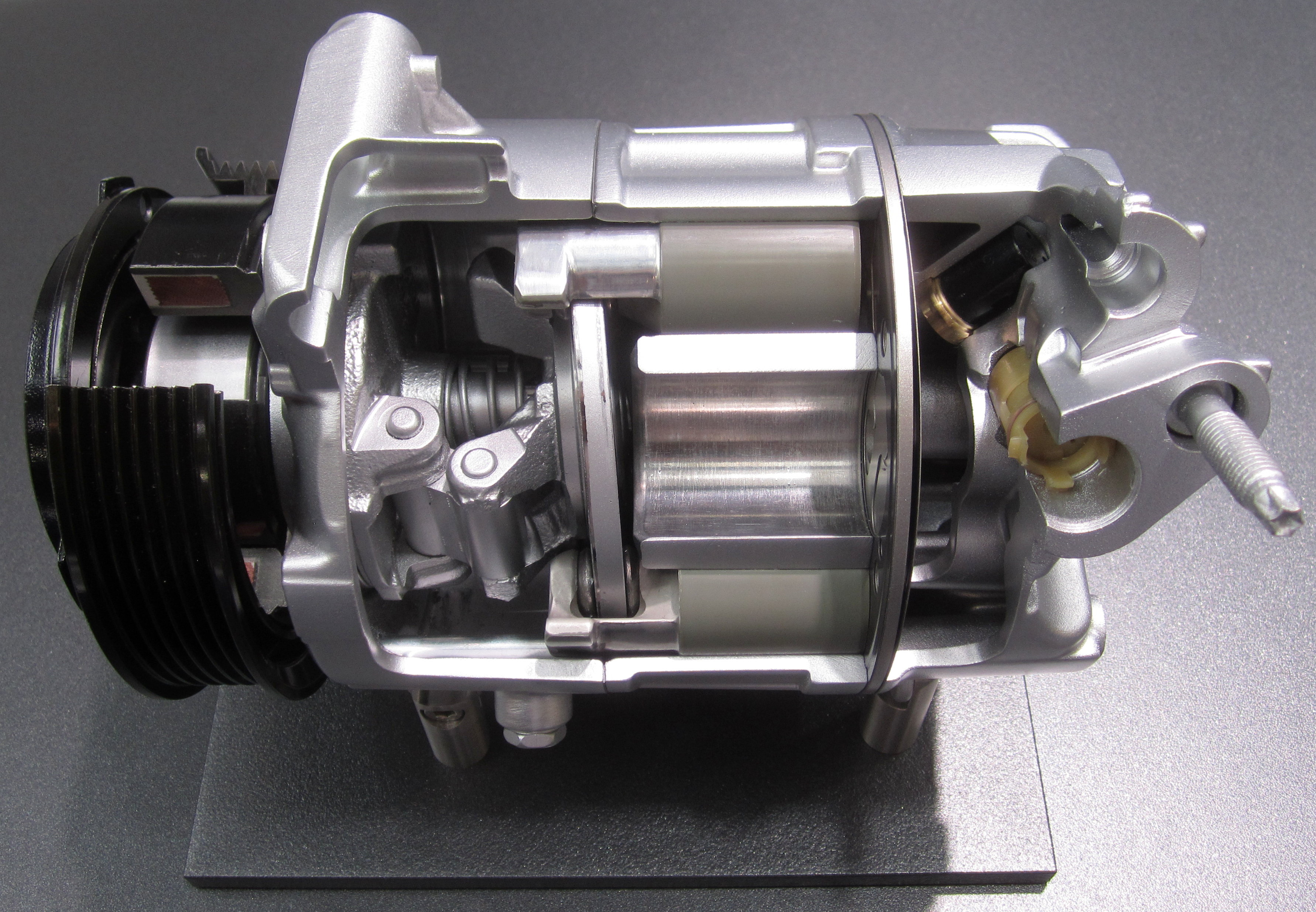
Aufgeschnittener Taumelscheibenverdichter für Kraftfahrzeuge

Ein Taumelscheibenverdichter, auch Taumelscheibenkompressor genannt, ist eine spezielle Verdichterbauart, die häufig in der Klimaanlage von Kraftfahrzeugen verwendet wird, umgangssprachlich werden sie häufig Klimakompressor genannt.

## Funktionsweise
In einem Taumelscheibenkompressor wird die Drehbewegung der Antriebsachse auf eine Taumelscheibe übertragen. Die axiale Bewegung der Taumelscheibe wird über einen nicht mitdrehenden Ring, an dem die Pleuel mehrerer kleiner Kolben befestigt sind oder eine Kreuzschleife mit geteiltem Kugelgelenk (siehe Bild), auf die axial oszillierenden Kolben übertragen. Diese sorgen in einzelnen kleinen Zylindern für einen Druckaufbau.